# Хлорид марганца(III)
Хлорид марганца(III) — неорганическое соединение, соль металла марганца и соляной кислоты с формулой MnCl3,
коричневые кристаллы.

## Получение
- Выпадает в осадок при добавлении тетрахлорметана к зелёному раствору, полученному насыщением суспензии оксида марганца(IV) в эфире газообразным хлористым водородом при −70°С

- Взаимодействие оксида марганца(IV) с раствором хлористого водорода в этаноле при −63°С.

## Физические свойства
Хлорид марганца(III) образует коричневые кристаллы.
Неустойчив в присутствии воды.

## Химические свойства
- Разлагается при незначительном нагревании:

{\displaystyle {\mathsf {2MnCl_{3}\ {\xrightarrow {-40^{o}C}}\ 2MnCl_{2}+Cl_{2}}}}